# Cryptobatrachinae
Sous-famille
Synonymes
- Cryptobatrachidae Frost, Grant, Faivovich, Bain, Haas, Haddad, de Sá, Channing, Wilkinson, Donnellan, Raxworthy, Campbell, Blotto, Moler, Drewes, Nussbaum, Lynch, Green & Wheeler, 2006

Les Cryptobatrachinae sont une sous-famille d'amphibiens de la famille des Hemiphractidae.

## Répartition
Les espèces de cette sous-famille se rencontrent en Colombie, au Venezuela et à Trinité-et-Tobago.

## Liste des genres
Selon Amphibian Species of the World (10 juin 2017) :
- Cryptobatrachus Ruthven, 1916
- Flectonotus Miranda-Ribeiro, 1926

## Publication originale
- Frost, Grant, Faivovich, Bain, Haas, Haddad, de Sá, Channing, Wilkinson, Donnellan, Raxworthy, Campbell, Blotto, Moler, Drewes, Nussbaum, Lynch, Green & Wheeler, 2006 : The amphibian tree of life. Bulletin of the American Museum of Natural History, no 297, p. 1-371 (texte intégral).